# Stor-Herrsjön (Junsele socken, Ångermanland)
Stor-Herrsjön är en sjö i Sollefteå kommun i Ångermanland och ingår i Ångermanälvens huvudavrinningsområde. Sjön har en area på 1,21 kvadratkilometer och ligger 233 meter över havet.

## Delavrinningsområde
Stor-Herrsjön ingår i det delavrinningsområde (705943-155591) som SMHI kallar för Utloppet av Stor-Herrsjön. Medelhöjden är 251 meter över havet och ytan är 6,36 kvadratkilometer. Det finns inga avrinningsområden uppströms utan avrinningsområdet är högsta punkten. Vattendraget som avvattnar avrinningsområdet har biflödesordning 3, vilket innebär att vattnet flödar genom totalt 3 vattendrag innan det når havet efter 122 kilometer. Avrinningsområdet består mestadels av skog (62 procent) och sankmarker (15 procent). Avrinningsområdet har 1,21 kvadratkilometer vattenytor vilket ger det en sjöprocent på 19 procent.